# Egyszer volt… a világűr
Az Egyszer volt… a világűr (eredeti cím: Il etait une fois… l'espace) francia televíziós rajzfilmsorozat, amely az Egyszer volt... sorozatok második évada, részletesen bemutatja a világűrt 26 részben. Franciaországban az FR3 és a Canal+ vetítette. Magyarországon a MTV1 sugározta, a Minimax ismételte, és a Kiwi TV is műsorra tűzte.

## Története
A többi Egyszer volt… a címmel ellentétben, az Egyszer volt...a világűr inkább egy fiktív cselekmény körül forog, mintsem egy oktatói téma körül. A sorozat még mindig tartalmaz egy maroknyi ismeretterjesztő információt (például egy epizódban a Szaturnusz bolygó gyűrűit tárgyalják), de ez soha sem olyan elterjedt és alapos, mint elődjénél, az Egyszer volt.... az ember, vagy pedig az utódjánál, az Egyszer volt...az élet sorozatokban.
A sorozat az Egyszer volt...az ember sorozat szinte minden szereplőjét újra előveszi, és tudományos-fantasztikus kontextusba helyezi őket.
A történet több galaktikus hatalom összecsapásáról szól. Köztük van az Omega Konföderáció (amelynek a Föld bolygó is tagja), a katonai Cassiopeia Köztársaság (amelyet Durung tábornok vezet) és egy hatalmas szuperszámítógép, amely robotok seregét irányítja. A sorozatban később megjelenik egy csoport szupererős lény, a Humanoidok nevű csoport.
A sorozat Peti és Mercedes (alias Jaina / Psi) űrrendőrök kalandjait követi. Peti Péter ezredes és Piroska elnök fia. A sorozatnak elődjénél egalitáriusabb üzenete van, mivel a főszereplők legfőbb vezetője egy női elnök, Mercedes pedig társszereplő. Az előző sorozat ehelyett a férfi főszereplőkre koncentrált.
Több epizód forgatókönyve a görög mitológia, más mitológiák és európai legendák elemeit adaptálja. Ezek között szerepel a Viszály almája, Atlantisz, Dávid és Góliát, az olimpiai istenek és Prométheusz is. Más epizódok Isten létezésével, az embernek a modernitáshoz és a gépekhez való viszonyával, a technológia korlátaival, a diktátor uralma alatti fegyveres béke és a demokrácia rendfenntartásának nehézségei közötti összehasonlítással, a sorozat elején és végén találkozó magasabb szellemi lényekkel stb. foglalkoznak. A szereplők által meglátogatott egyes bolygók a Föld másolatai a történelem egy adott korszakában, ami lehetővé tesz néhány didaktikus betétet e korszakok természetéről.
A sorozat kevés vagy egyáltalán nem tartalmaz erőszakot, a hősök többnyire nem halálos kábító fegyvereket használnak a harcban. Kivételt képez a vadállatok elleni dezintegráló lézersugarak használata.
A Föld nem játszik központi szerepet a sorozatban. A Konföderáció fővárosa az Omega bolygón van, messze a Földtől. A Konföderáció több szövetséges hatalomból áll: Aldebaran, Auriga, Cassiopeia, Hydra, Skorpió és Vega. A Konföderációnak demokratikusan választott kormánya és elnöke van.

## Epizódok
| #   | Magyar cím               | Francia cím                 | Vetítés       |
| --- | ------------------------ | --------------------------- | ------------- |
| 1.  | Az Omega bolygó          | La Planète Oméga            | 1982. 10. 09. |
| 2.  | Sárkánygyíkok bolygója   | Les Sauriens                | 1982. 10. 16. |
| 3.  | A Zöld bolygó            | La Planète verte            | 1982. 10. 23. |
| 4.  | Űrhajótörés              | Du côté d’Andromède         | 1982. 10. 30. |
| 5.  | Ősemberek bolygója       | Les Cro-Magnons             | 1982. 11. 06. |
| 6.  | Robot lázadás            | La Révolte des robots       | 1982. 11. 13. |
| 7.  | Mítoszok bolygója        | La Planète Mytho            | 1982. 11. 20. |
| 8.  | A hosszú utazás          | Le Long Voyage              | 1982. 11. 27. |
| 9.  | A Cassiopeia fogságában  | Cassiopée                   | 1982. 12. 04. |
| 10. | Robbanás a világűrben    | La Planète déchiquetée      | 1982. 12. 11. |
| 11. | Robinsonok az űrben      | Les Naufragés de l’espace   | 1982. 12. 18. |
| 12. | Óriások                  | Les Géants                  | 1982. 12. 25. |
| 13. | Az Inkák                 | Les Incas                   | 1983. 01. 01. |
| 14. | A dinoszauruszok földjén | Chez les dinosaures         | 1983. 01. 08. |
| 15. | A Szaturnusz gyűrűi      | Les Anneaux de Saturne      | 1983. 01. 15. |
| 16. | Támadás a Föld ellen     | L’Imparable menace          | 1983. 01. 22. |
| 17. | Föld                     | Terre!                      | 1983. 01. 29. |
| 18. | Az Atlantisz             | L’Atlantide                 | 1983. 02. 05. |
| 19. | Zűr az űrhajón           | L’Étrange retour vers Oméga | 1983. 02. 12. |
| 20. | Párbajok párbaja         | La Revanche des robots      | 1983. 02. 19. |
| 21. | Emberszabású robotok     | Les Humanoïdes              | 1983. 02. 26. |
| 22. | A Vad bolygó fogságában  | Un monde hostile            | 1983. 03. 05. |
| 23. | Támadás a palota ellen   | Cité en vol                 | 1983. 03. 12. |
| 24. | A nagy computer főnök    | Le Grand Ordinateur         | 1983. 03. 19. |
| 25. | Titánok harca            | Combat de titans            | 1983. 03. 26. |
| 26. | A világűr végtelen       | L’Infini de l’espace        | 1983. 04. 02. |

## Szereplők
| Szereplő                       | Eredeti hang   | Magyar hang            | Leírás                                                                                                 |
| ------------------------------ | -------------- | ---------------------- | --- |
| Mester                         | Roger Carel    | Gruber Hugó            | Az Omega szövetség, eléggé szakállas, tudományos főtanácsadója.                                        |
| Metró (Robot)                  | Roger Carel    | Harsányi Gábor         | A Mester által készített robot, rendőrségi és tudományos feladatokra (Peti és Jaina / Psi járőr társa) |
| Peti hadnagy                   | Vincent Ropion | Bolba Tamás            | A barna hajú, makacs fiú. Péter és Piroska fia.                                                        |
| Kis Dagi hadnagy               | N/A            | Bartucz Attila         | A vörös hajú, nagydarab fiú. Dagi fia. Peti barátja.                                                   |
| Mercedes (Jaina / Psi) hadnagy | Annie Balestra | Kisfalvi Krisztina     | A fekete hajú ,"jós" lány. Peti járőr társa.                                                           |
| Péter ezredes                  | Roger Carel    | Sinkovits-Vitay András | Az Omega Csillagközi-Rendőrség ezredese, Piroska férje, Peti hadnagy édesapja.                         |
| Piroska                        | Annie Balestra | Jani Ildikó            | Az Omega szövetség elnök asszonya. Péter ezredes felesége. Peti hadnagy édesanyja.                     |
| Pircsi hadnagy                 | N/A            | Haffner Anikó          | A szőke hajú lány. Peti járőr húga, Péter és Piroska lánya, Kis Dagi társa.                            |
| Dagi parancsnok                | N/A            | Berzsenyi Zoltán       | Az Omega parancsnoka, Kis dagi édesapja, Péter ezredes barátja.                                        |
| Durung tábornok                | Alain Dorval   | Kristóf Tibor          | A Cassiopeia-i Birodalom hódító szándékú vezére.                                                       |
| Cassiopeia-i küldött           | Roger Carel    | Cseke Péter            | A cassiopea képviselője az Omega szövetségben. Főnöke utasításait mindig szolgalelkűen teljesíti.      |
| XX. századbeli Mester          | Roger Carel    | Makay Sándor           | A mester XX. századbeli rokona.                                                                        |
| Kapitány                       | Roger Carel    | Kun Vilmos             | Az Ursus nevű hajónak a kapitánya.                                                                     |

- További magyar hangok: Biró Anikó, Both András, Breyer Zoltán, Csuha Lajos, Fabó Györgyi, Garai Róbert, Halmágyi Sándor, Holl Nándor, Imre István, Kardos Gábor, Kárpáti Tibor, Kiss Gábor, Koffler Gizi, Komlós András, Kovács István, Melis Gábor, Orosz István, Papp János, Riha Zsófi, Rosta Sándor, Salinger Gábor, Szalay Imre, Szűcs Sándor, Teizi Gyula, Váraljai Alexandra, Varga T. József, Varga Tamás, Várkonyi András, Velenczey István